# Ema Horvath
Ema Horvath (Atlanta, 28 de enero de 1994) es una actriz estadounidense. Es principalmente conocida por su trabajo en Like.Share.Follow. (2017), The Gallows: Act II y The Mortuary Collection, ambas en 2019, y What Lies Below en 2020. En 2022 interpretó el papel de Eärien, hermana de Isildur, en la serie de televisión de Amazon Prime Video El Señor de los Anillos: los Anillos de Poder, inspirada en el universo de las obras de J. R. R. Tolkien.

## Biografía

### Infancia y juventud
Ema Horvath nació el 28 de enero de 1994 en Atlanta, Georgia, aunque a los 6 años se mudó, junto con su familia, a Kentucky, donde se crio. Sus padres son inmigrantes eslovacos. Su primera experiencia en el teatro fue a la edad de cinco años, en su debut actoral como un tulipán en su teatro local. En 2012, se graduó en la escuela secundaria Interlochen Center for the Arts, donde estudió interpretación teatral durante dos años. Luego consiguió una licenciatura en literatura inglesa en la Universidad de Harvard. Uno de sus primeros papeles como estudiante, en el primer año de la universidad, fue interpretar al personaje principal de Katerina en una producción exclusivamente femenina de La fierecilla domada, de Shakespeare. Se graduó en Harvard en 2016.

### Carrera
Su primer papel en la pantalla fue como Shell en la película de terror psicológico Like.Share.Follow, de Blumhouse Productions, en 2017. La película se estrenó en el Festival de Cine de Terror Screamfest el 18 de octubre de 2017. En 2019, consiguió su primer papel protagonista como Auna Rue en la película de terror sobrenatural The Gallows: Act II. Ese mismo año protagonizó la película de terror de antología estadounidense de 2019 The Mortuary Collection, que se presentó en el Fantasia International Film Festival.
En 2020, protagonizó junto a Helena Howard, Don Cheadle y Emily Mortimer la serie de televisión de Quibi Don't Look Deeper. Ese mismo año hizo una aparición como ella misma en el popular programa de entrevistas estadounidense Entertainment Tonight, en el mismo episodio que Tom Cruise y Jameela Jamil. También en 2020, interpretó a la adolescente de 16 años Liberty Wells en la película de terror What Lies Below.
En 2022, se unió al elenco principal de la superproducción de Amazon Prime Video El Señor de los Anillos: los Anillos de Poder, donde interpreta a la Númenóreana: Eärien, cuyo significado aproximado es «hija del mar» en su traducción del Quenya (eä, significa «mar» y el sufijo femenino, -ien, que significa «hija»), hermana menor de Isildur e hija de Elendil, el primer Gran Rey de los Dúnedain, en la serie basada en las obras escritas por J. R. R. Tolkien. «Interpreto a la hermana de cierto travieso, Isildur», dijo Horvath sobre su personaje. «Ella es la pequeña de la familia. Es una aspirante a arquitecta en la cúspide de la feminidad. Es un poco insegura pero más inteligente de lo que cree». Horvath asistió al estreno mundial de El Señor de los Anillos: los Anillos de Poder, en el Cine Odeon en el Leicester Square de Londres el 30 de agosto de 2022.

## Filmografía

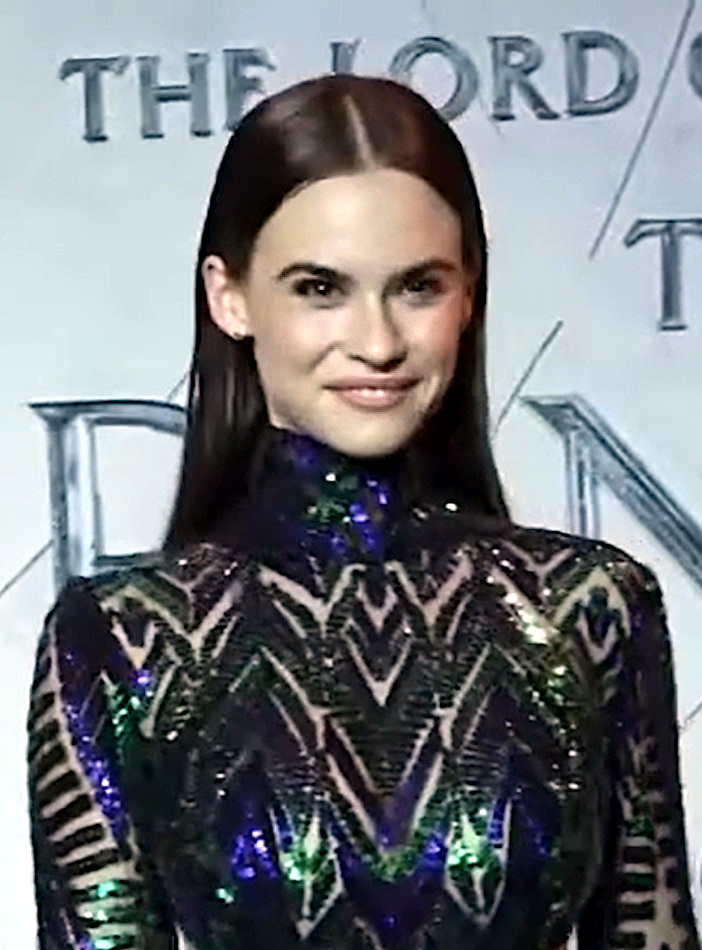
Ema Horvath en el estreno en Asia de la serie El Señor de los Anillos: los Anillos de Poder

### Cine
| Año  | Título                   | Papel         | Notas        | Ref.   |
| ---- | ------------------------ | ------------- | ------------ | ------ |
| 2017 | Like.Share.Follow.       | Shell         |              |        |
| 2019 | The Gallows: Act II      | Auna Rue      |              |        |
| 2019 | The Two Hundred Fifth    | Maxine Laret  | Cortometraje |        |
| 2019 | The Mortuary Collection  | Sandra        |              |        |
| 2020 | What Lies Below          | Liberty Wells |              | [ 15 ] |
| 2023 | Who Are You People       | Alex          |              | [ 16 ] |
| 2024 | The Strangers: Chapter 1 | Shelly        |              | [ 17 ] |

### Series de televisión
| Año       | Título                                        | Papel      | Notas                         | Ref. |
| --------- | --------------------------------------------- | ---------- | ----------------------------- | ---- |
| 2020      | Don’t look Deeper                             | Jenny      | 11 episodios                  |      |
| 2020      | Entertainment Tonight                         | Ella misma | Episodio #41.290              |      |
| 2022-2024 | El Señor de los Anillos: los Anillos de Poder | Eärien     | Papel secundario; 8 episodios |      |